# Sossaman
Sossaman era un particolare tipo di processore della linea Intel Xeon DP (per sistemi biprocessore) basato, non sulla consueta architettura NetBurst del Pentium 4 e degli altri Xeon presentati fino a quel momento, ma su quella mobile del processore Core Duo Yonah. Come Yonah, era una CPU dual core arrivata sui mercati nel primo trimestre 2006.
Prima di Sossaman, Intel commercializzava gli Xeon DP basati sui core Irwindale e Paxville DP, ma esso non può essere considerato il reale successore di questi processori in quanto venne affiancato dalla CPU Dempsey, basato come le precedenti generazioni sull'architettura NetBurst e che viene indicato come l'effettivo successore.

## Caratteristiche tecniche

### Processo produttivo
In quanto derivato da Yonah, anche Sossaman veniva realizzato mediante processo produttivo a 65 nm con un approccio del tipo a Die Monolitico, ed era in realtà la prima CPU della famiglia Core Duo (ex Pentium M) a supportare il funzionamento in modalità SMP (Simultaneous Multi Processor). Era possibile dunque far funzionare 2 Sossaman, a loro volta dual core, sulla stessa motherboard server, per un totale quindi di 4 core elaborativi "fisici".
Sossaman era inoltre dotato di 2 MB di cache L2 condivisa tra i due core (al pari di Yonah) mentre le frequenze d'introduzione furono quella LV (Low Voltage) da 2 GHz e ULV (Ultra Low Voltage) da 1,66 GHz. Era attesa inizialmente anche una versione da 2,3 GHz che però non è più stata presentata.
Il Socket era quello µFCPGA ma con un pinout diverso da quello delle altre CPU Intel (come Dothan), il nuovo Socket 480; era formato da 152 milioni di transistor su una superficie di 90 mm².

#### Sfruttamento della cache L2
Nei processori dual core e multi core si pone il problema di come sfruttare la grande dotazione di cache L2 e come gestirne l'accesso da parte dei vari core. L'approccio a die singolo cui si è accennato poco sopra è solo uno degli approcci possibili nella realizzazione, e ognuno di questi comporta pro e contro relativamente ai metodi di fruizione di questa preziosa memoria aggiuntiva. Buona parte di questi aspetti è evidenziata nella voce Dual core (gestione della cache), in cui si fa riferimento anche ad altri processori che sfruttano i differenti approcci.

### Tecnologie implementate
Oltre al supporto alle istruzioni MMX, SSE, SSE2 e SSE3, Sossaman ereditò da Yonah anche la tecnologia di protezione XD-bit e quella di virtualizzazione Vanderpool. A differenza di quanto avveniva nelle altre generazioni di processori Xeon DP però non erano presenti né la capacità di elaborare codice a 64 bit grazie alle istruzioni EM64T, né all'ormai storica implementazione dell'Hyper-Threading, dato che queste ultime non erano disponibili nemmeno nel processore Yonah.
Sebbene inizialmente fosse stata preventivata l'implementazione della tecnologia EM64T (non implementata da Intel su Yonah ma solo sul suo successore Merom oltre che sulla contemporanea linea per CPU desktop Pentium 4 e Pentium D), alla fine Intel scelse una via maggiormente conservativa, utilizzando nuovamente la propria tecnologia 36 bit memory addressing, già utilizzata anche nelle generazioni precedenti dello Xeon fino all'evoluzione Nocona (versione in cui era stata implementata la tecnologia EM64T) per indirizzare più di 4 GB di RAM pur avendo un processore a 32 bit.
Derivando da un processore mobile comunque venne però integrata anche la tecnologia di risparmio energetico SpeedStep nella sua versione Geyserville 3, e inoltre anche una tecnologia chiamata "FSB address and data parity", che veniva utilizzata per controllare gli eventuali errori presenti sul BUS dati. Altre caratteristiche riguardavano il "Digital Media Boost" (DMB) che aveva lo scopo di migliorare la produttività in ambito multimediale, la tecnologia "Intel Advanced Thermal Manager" (IATM) che aveva lo scopo di gestire e monitorare la temperatura di funzionamento del processore), oltre all'"Intel Dynamic Power Coordination" (IDPC) per la gestione totalmente automatizzata della potenza di calcolo e della richiesta energetica dei 2 core).

### Efficienza energetica
Sossaman utilizzava lo stesso bus a 667 MHz, cioè 166 MHz reali con un procedimento migliorato delle linee SMP, di Yonah. Riguardo alla dissipazione, la CPU sopportava temperature fino a 100 °C e non consumava oltre i 31 Watts. Come detto, erano disponibili versioni a voltaggio ridotto LV (low-voltage) e ULV (ultra-low-voltage) che consumano meno di 16 Watt, ovviamente queste versioni non necessitavano di dissipatori con ventola.

## Chipset supportati
Sossaman era pienamente compatibile con le piattaforme Xeon DP per sistemi a 2 vie, attualmente in commercio come per esempio il chipset iE7520, già utilizzato per i sistemi basati su Irwindale, Nocona e Paxville DP, e infatti continuava a far parte della piattaforma Lindenhurst.

## Modelli arrivati sul mercato
La tabella seguente mostra i modelli di Xeon, basati su core Sossaman, arrivati sul mercato. Molti di questi condividono caratteristiche comuni pur essendo basati su diversi core; per questo motivo, allo scopo di rendere maggiormente evidente tali affinità e "alleggerire" la visualizzazione alcune colonne mostrano un valore comune a più righe. Di seguito anche una legenda dei termini (alcuni abbreviati) usati per l'intestazione delle colonne:
- Nome Commerciale: si intende il nome con cui è stato immesso in commercio quel particolare esemplare.
- Data: si intende la data di immissione sul mercato di quel particolare esemplare.
- N°Core: si intende il numero di core montati sul package: 1 se "single core" o 2 se "dual core".
- Socket: lo zoccolo della scheda madre in cui viene inserito il processore. In questo caso il numero rappresenta oltre al nome anche il numero dei pin di contatto.
- Clock: la frequenza di funzionamento del processore.
- Molt.: sta per "Moltiplicatore" ovvero il fattore di moltiplicazione per il quale bisogna moltiplicare la frequenza di bus per ottenere la frequenza del processore.
- Pr.Prod.: sta per "Processo produttivo" e indica tipicamente la dimensione dei gate dei transistor (180 nm, 130 nm, 90 nm) e il numero di transistor integrati nel processore espresso in milioni.
- Voltag.: sta per "Voltaggio" e indica la tensione di alimentazione del processore.
- Watt: si intende il consumo massimo di quel particolare esemplare.
- Bus: frequenza del bus di sistema.
- Cache: dimensione delle cache di 1º e 2º livello.
- XD: sta per "XD-bit" e indica l'implementazione della tecnologia di sicurezza che evita l'esecuzione di codice malevolo sul computer.
- 64: sta per "EM64T" e indica l'implementazione della tecnologia a 64 bit di Intel.
- HT: sta per "Hyper-Threading" e indica l'implementazione della esclusiva tecnologia Intel che consente al sistema operativo di vedere 2 core logici.
- ST: sta per "SpeedStep Technology" ovvero la tecnologia di risparmio energetico sviluppata da Intel e inserita negli ultimi Pentium 4 Prescott serie 6xx per contenere il consumo massimo.
- VT: sta per "Vanderpool Technology", la tecnologia di virtualizzazione che rende possibile l'esecuzione simultanea di più sistemi operativi differenti contemporaneamente.

| Nome Commerciale               | Data        | Socket | N°Core | Clock    | Molt. | Pr.Prod.       | Voltag. | Watt | Bus     | Cache            | XD | 64 | HT | ST | VT |
| ------------------------------ | ----------- | ------ | ------ | -------- | ----- | -------------- | ------- | ---- | ------- | ---------------- | -- | -- | -- | -- | -- |
| Dual core Xeon DP 1,66 GHz LV  | 14/mar/2006 | 480    | 2      | 1,66 GHz | 10x   | 65 nm 152 mil. | 1,2 V   | 31 W | 667 MHz | L1=2x16KB L2=2MB | Sì | No | No | Sì | Sì |
| Dual core Xeon DP 2,0 GHz LV   | 14/mar/2006 | 480    | 2      | 2 GHz    | 12x   | 65 nm 152 mil. | 1,2 V   | 31 W | 667 MHz | L1=2x16KB L2=2MB | Sì | No | No | Sì | Sì |
| Dual core Xeon DP 1,73 GHz LV  | N.A.        | 480    | 2      | 1,73 GHz | 13x   | 65 nm 152 mil. | 1,2 V   | 31 W | 533 MHz | L1=2x16KB L2=2MB | Sì | No | No | Sì | Sì |
| Dual core Xeon DP 2,13 GHz LV  | N.A.        | 480    | 2      | 2,13 GHz | 13x   | 65 nm 152 mil. | 1,2 V   | 31 W | 667 MHz | L1=2x16KB L2=2MB | Sì | No | No | Sì | Sì |
| Dual core Xeon DP 1,66 GHz ULV | 14/mar/2006 | 480    | 2      | 1,66 GHz | 10x   | 65 nm 152 mil. | 1,1 V   | 15 W | 667 MHz | L1=2x16KB L2=2MB | Sì | No | No | Sì | Sì |

Nota: la tabella soprastante è un estratto di quella completa contenuta nella pagina dello Xeon.

## Il successore
Sossaman è stato, come detto, un processore atipico nel panorama dei processori Xeon della prima parte del 2006. Esso veniva commercializzato parallelamente a Dempsey che era invece basato sulla ormai tradizionale architettura NetBurst e che il vero successore dei core Irwindale e Paxville DP alla base delle precedenti generazioni.
Intel nel corso del 2006 presentò poi anche il core Woodcrest, basato sulla nuova architettura Intel Core Microarchitecture e destinato poi a diventare il successore di Dempsey e quindi anche di Sossaman. Più precisamente si potrebbe dire che Sossaman venne soppiantato dalle versioni LV (a basso voltaggio) di Woodcrest.